# Superliga Brasileira de Voleibol Masculino de 2015–16 - Série A
A Superliga Brasileira de Voleibol Masculino de 2015–16 - Série A foi a 22ª edição da Superliga Brasileira de Voleibol Masculino - Série A, competição que é realizada anualmente pela Confederação Brasileira de Voleibol. Nesta edição, participaram 12 equipes, incluindo uma equipe promovida da série B de 2014/2015, o vencedor do torneio seletivo e as 10 equipes que restaram da edição anterior. A competição foi disputada entre 7 de novembro de 2015 e 10 de abril de 2016.

## Formato de disputa
A fase classificatória da competição foi disputada por doze equipes em dois turnos. Em cada turno, todos os times jogaram entre si uma única vez. Os jogos do segundo turno são realizados na mesma ordem do primeiro, apenas com o mando de quadra invertido. Os oito primeiros colocados se classificaram para os play-offs. Nesta fase, a vitória por 3-0 ou 3-1 garantiu três pontos para o ganhador e nenhum ponto para o perdedor. Já com o placar de 3-2, o ganhador da partida levou dois pontos e o perdedor um. As duas últimas colocadas serão rebaixadas para a Série B 2017.
Os play-offs foram divididos em três fases - quartas-de-final, semi-finais e final.
Nas quartas-de-final houve o cruzamento entre as equipes com os melhores índices técnicos seguindo a lógica: 1ª x 8ª (A); 2ª x 7ª(B); 3ª x 6ª(C) e 4ª x 5ª(D). Estas jogaram partidas em melhor de 3 (jogos), sendo um mando de campo para cada e o jogo de desempate, quando houve, no ginásio da equipe com o melhor índice técnico da fase classificatória.
As semifinais foram disputadas pelas equipes que passaram das quartas-de-final, seguindo a lógica: vencedora do duelo A x vencedora do duelo D; vencedora do duelo B x vencedora do duelo C. Estas jogaram novamente partidas em melhor de 3 (jogos), sendo um mando de campo para cada e o jogo de desempate, quando houve, no ginásio da equipe com o melhor índice técnico da fase classificatória.
As vencedoras se classificaram para a final, que foi disputada em jogo único, no Ginásio Nilson Nelson, em Brasília, sede escolhida pela CBV. A terceira e a quarta colocações foram definidas pelo melhor índice técnico da fase classificatória.
Os sets do torneio foram disputados até 25 pontos com a diferença mínima de dois pontos (com exceção do quinto set, vencido pela equipe que fez 15 pontos com pelo menos dois de diferença). Ocorreram paradas técnicas no 8º e no 16º pontos da equipe que primeiro os alcançou.

## Equipes participantes
| Equipe                      | Cidade              | Ginásio             | Capacidade | Posição na temporada 2014/15 | Bento Gonçalves Maringá 4 5 Canoas 7 Montes Claros 6 3 1 2 Novo Hamburgo São Paulo: 1: São Paulo 2: Campinas 3: São José dos Campos 4: Taubaté Minas Gerais: 5: Juiz de Fora 6: Contagem 7: Belo HorizonteSuperliga Brasileira de Voleibol Masculino de 2015–16 - Série A (Brasil) |
| --------------------------- | ------------------- | ------------------- | ---------- | ---------------------------- | --- |
| Bento Vôlei/Isabela         | Bento Gonçalves     | Municipal           | 5 000      | 1º (Série B)                 | Bento Gonçalves Maringá 4 5 Canoas 7 Montes Claros 6 3 1 2 Novo Hamburgo São Paulo: 1: São Paulo 2: Campinas 3: São José dos Campos 4: Taubaté Minas Gerais: 5: Juiz de Fora 6: Contagem 7: Belo HorizonteSuperliga Brasileira de Voleibol Masculino de 2015–16 - Série A (Brasil) |
| Copel Telecom Maringá Vôlei | Maringá             | Chico Neto          | 4 538      | 6º                           | Bento Gonçalves Maringá 4 5 Canoas 7 Montes Claros 6 3 1 2 Novo Hamburgo São Paulo: 1: São Paulo 2: Campinas 3: São José dos Campos 4: Taubaté Minas Gerais: 5: Juiz de Fora 6: Contagem 7: Belo HorizonteSuperliga Brasileira de Voleibol Masculino de 2015–16 - Série A (Brasil) |
| FUNVIC Taubaté              | Taubaté             | Abaeté              | 3 000      | 3º                           | Bento Gonçalves Maringá 4 5 Canoas 7 Montes Claros 6 3 1 2 Novo Hamburgo São Paulo: 1: São Paulo 2: Campinas 3: São José dos Campos 4: Taubaté Minas Gerais: 5: Juiz de Fora 6: Contagem 7: Belo HorizonteSuperliga Brasileira de Voleibol Masculino de 2015–16 - Série A (Brasil) |
| Juiz de Fora Vôlei          | Juiz de Fora        | UFJF                | 1 000      | 9º                           | Bento Gonçalves Maringá 4 5 Canoas 7 Montes Claros 6 3 1 2 Novo Hamburgo São Paulo: 1: São Paulo 2: Campinas 3: São José dos Campos 4: Taubaté Minas Gerais: 5: Juiz de Fora 6: Contagem 7: Belo HorizonteSuperliga Brasileira de Voleibol Masculino de 2015–16 - Série A (Brasil) |
| Lebes Gedore Canoas         | Canoas              | La Salle            | 1 200      | 7º                           | Bento Gonçalves Maringá 4 5 Canoas 7 Montes Claros 6 3 1 2 Novo Hamburgo São Paulo: 1: São Paulo 2: Campinas 3: São José dos Campos 4: Taubaté Minas Gerais: 5: Juiz de Fora 6: Contagem 7: Belo HorizonteSuperliga Brasileira de Voleibol Masculino de 2015–16 - Série A (Brasil) |
| Minas Tênis Clube           | Belo Horizonte      | Arena JK            | 3 650      | 4º                           | Bento Gonçalves Maringá 4 5 Canoas 7 Montes Claros 6 3 1 2 Novo Hamburgo São Paulo: 1: São Paulo 2: Campinas 3: São José dos Campos 4: Taubaté Minas Gerais: 5: Juiz de Fora 6: Contagem 7: Belo HorizonteSuperliga Brasileira de Voleibol Masculino de 2015–16 - Série A (Brasil) |
| Montes Claros Vôlei         | Montes Claros       | Tancredo Neves      | 5 000      | 8º                           | Bento Gonçalves Maringá 4 5 Canoas 7 Montes Claros 6 3 1 2 Novo Hamburgo São Paulo: 1: São Paulo 2: Campinas 3: São José dos Campos 4: Taubaté Minas Gerais: 5: Juiz de Fora 6: Contagem 7: Belo HorizonteSuperliga Brasileira de Voleibol Masculino de 2015–16 - Série A (Brasil) |
| Sada Cruzeiro Vôlei         | Contagem            | Riacho              | 2 000      | 1º                           | Bento Gonçalves Maringá 4 5 Canoas 7 Montes Claros 6 3 1 2 Novo Hamburgo São Paulo: 1: São Paulo 2: Campinas 3: São José dos Campos 4: Taubaté Minas Gerais: 5: Juiz de Fora 6: Contagem 7: Belo HorizonteSuperliga Brasileira de Voleibol Masculino de 2015–16 - Série A (Brasil) |
| São José dos Campos         | São José dos Campos | Tênis Clube         | 1 500      | 11º[ts]                      | Bento Gonçalves Maringá 4 5 Canoas 7 Montes Claros 6 3 1 2 Novo Hamburgo São Paulo: 1: São Paulo 2: Campinas 3: São José dos Campos 4: Taubaté Minas Gerais: 5: Juiz de Fora 6: Contagem 7: Belo HorizonteSuperliga Brasileira de Voleibol Masculino de 2015–16 - Série A (Brasil) |
| Sesi-SP                     | São Paulo           | Vila Leopoldina     | 800        | 2º                           | Bento Gonçalves Maringá 4 5 Canoas 7 Montes Claros 6 3 1 2 Novo Hamburgo São Paulo: 1: São Paulo 2: Campinas 3: São José dos Campos 4: Taubaté Minas Gerais: 5: Juiz de Fora 6: Contagem 7: Belo HorizonteSuperliga Brasileira de Voleibol Masculino de 2015–16 - Série A (Brasil) |
| Vôlei Brasil Kirin          | Campinas            | Taquaral            | 2 600      | 5º                           | Bento Gonçalves Maringá 4 5 Canoas 7 Montes Claros 6 3 1 2 Novo Hamburgo São Paulo: 1: São Paulo 2: Campinas 3: São José dos Campos 4: Taubaté Minas Gerais: 5: Juiz de Fora 6: Contagem 7: Belo HorizonteSuperliga Brasileira de Voleibol Masculino de 2015–16 - Série A (Brasil) |
| Voleisul Paquetá            | Novo Hamburgo       | Sociedade Ginástica | 2 300      | 10º                          | Bento Gonçalves Maringá 4 5 Canoas 7 Montes Claros 6 3 1 2 Novo Hamburgo São Paulo: 1: São Paulo 2: Campinas 3: São José dos Campos 4: Taubaté Minas Gerais: 5: Juiz de Fora 6: Contagem 7: Belo HorizonteSuperliga Brasileira de Voleibol Masculino de 2015–16 - Série A (Brasil) |

Notas
[ts] ^ : O São José dos Campos foi o vencedor do torneio seletivo e conquistou a vaga restante para o campeonato.

## Fase classificatória

### Classificação
- Vitória por 3 sets a 0 ou 3 a 1: 3 pontos para o vencedor;
- Vitória por 3 sets a 2: 2 pontos para o vencedor e 1 ponto para o perdedor.
- Não comparecimento, a equipe perde 2 pontos.
- Em caso de igualdade por pontos, os seguintes critérios servem como desempate: número de vitórias, razão de sets e razão de ralis.

|  |                                            |
|  | Equipes classificadas às quartas-de-final. |
|  | Equipes rebaixadas para a Série B 2017.    |

| v d e |

|     |                             |     | Jogos | Jogos | Jogos | Resultados | Resultados | Resultados | Resultados | Resultados | Resultados | Sets | Sets | Sets  | Pontos | Pontos | Pontos |
| Pos | Equipe                      | Pts | T     | V     | D     | 3–0        | 3–1        | 3–2        | 2–3        | 1–3        | 0–3        | V    | P    | R     | V      | P      | R      |
| --- | --------------------------- | --- | ----- | ----- | ----- | ---------- | ---------- | ---------- | ---------- | ---------- | ---------- | ---- | ---- | ----- | ------ | ------ | ------ |
| 1   | Sada Cruzeiro Vôlei         | 55  | 22    | 18    | 4     | 7          | 10         | 1          | 2          | 1          | 1          | 59   | 24   | 2.458 | 1978   | 1766   | 1.120  |
| 2   | FUNVIC/Taubaté              | 50  | 22    | 17    | 5     | 10         | 3          | 4          | 3          | 2          | 0          | 59   | 26   | 2.269 | 1987   | 1851   | 1.073  |
| 3   | Vôlei Renata                | 44  | 22    | 14    | 8     | 5          | 7          | 2          | 4          | 2          | 2          | 52   | 35   | 1.486 | 2046   | 1883   | 1.087  |
| 4   | Sesi-SP                     | 37  | 22    | 13    | 9     | 2          | 6          | 5          | 3          | 4          | 2          | 49   | 43   | 1.140 | 2091   | 2014   | 1.038  |
| 5   | Montes Claros Vôlei         | 34  | 22    | 13    | 9     | 2          | 5          | 6          | 1          | 5          | 3          | 46   | 44   | 1.045 | 2021   | 2049   | 0.986  |
| 6   | Bento Vôlei/Isabela         | 33  | 22    | 11    | 11    | 3          | 4          | 4          | 4          | 2          | 5          | 43   | 45   | 0.956 | 1959   | 1947   | 1.006  |
| 7   | Minas Tênis Clube           | 30  | 22    | 10    | 12    | 2          | 4          | 4          | 4          | 2          | 6          | 40   | 48   | 0.833 | 1975   | 1975   | 1,000  |
| 8   | São José dos Campos         | 29  | 22    | 9     | 13    | 5          | 1          | 3          | 5          | 6          | 2          | 43   | 46   | 0.935 | 1985   | 2005   | 0.990  |
| 9   | Lebes/Gedore/Canoas         | 27  | 22    | 9     | 13    | 4          | 2          | 3          | 3          | 4          | 6          | 37   | 47   | 0.787 | 1855   | 1902   | 0.975  |
| 10  | Voleisul/Paquetá Esportes   | 26  | 22    | 8     | 14    | 4          | 2          | 2          | 4          | 6          | 4          | 38   | 48   | 0.792 | 1918   | 1968   | 0.975  |
| 11  | Copel Telecom/Maringá Vôlei | 21  | 22    | 7     | 15    | 2          | 2          | 3          | 3          | 4          | 8          | 31   | 53   | 0.585 | 1801   | 1964   | 0.917  |
| 12  | Juiz de Fora Vôlei          | 10  | 22    | 3     | 19    | 0          | 0          | 3          | 4          | 8          | 7          | 25   | 63   | 0.397 | 1799   | 2091   | 0.860  |

### Confrontos
|                                 | BVL | CAM | CAN | TAU | MRG | MIN | MOC | VSU | CRU | SES | UJF | SJC | Pos |
| BVL Bento Vôlei/Isabela         |     | 3–2 | 0–3 | 2–3 | 3–0 | 3–1 | 3–1 | 3–2 | 3–0 | 1–3 | 3–2 | 0–3 | 6º  |
| CAM Vôlei Renata                | 3–2 |     | 2–3 | 0–3 | 3–0 | 3–1 | 1–3 | 3–0 | 2–3 | 3–1 | 3–1 | 3–1 | 3º  |
| CAN Lebes/Gedore/Canoas         | 0–3 | 2–3 |     | 0–3 | 3–0 | 0–3 | 3–1 | 3–0 | 1–3 | 0–3 | 3–0 | 0–3 | 9º  |
| TAU FUNVIC/Taubaté              | 3–0 | 3–0 | 2–3 |     | 3–2 | 3–2 | 3–0 | 3–1 | 1–3 | 3–0 | 3–0 | 3–0 | 2º  |
| MRG Copel Telecom/Maringá Vôlei | 3–0 | 0–3 | 3–0 | 1–3 |     | 2–3 | 1–3 | 3–1 | 0–3 | 1–3 | 2–3 | 3–1 | 11º |
| MIN Minas Tênis Clube           | 3–2 | 0–3 | 3–1 | 0–3 | 2–3 |     | 3–2 | 3–1 | 0–3 | 3–2 | 3–1 | 0–3 | 7º  |
| MOC Montes Claros Vôlei         | 3–2 | 1–3 | 3–1 | 3–2 | 3–0 | 3–2 |     | 3–1 | 1–3 | 1–3 | 3–0 | 0–3 | 5º  |
| VSU Voleisul/Paquetá Esportes   | 2–3 | 0–3 | 3–2 | 0–3 | 3–0 | 3–0 | 3–0 |     | 1–3 | 2–3 | 3–0 | 3–2 | 10º |
| CRU Sada Cruzeiro Vôlei         | 3–0 | 3–1 | 3–1 | 3–1 | 3–0 | 3–0 | 1–3 | 3–1 |     | 3–1 | 3–0 | 3–1 | 1º  |
| SES Sesi-SP                     | 1–3 | 3–2 | 3–2 | 2–3 | 3–1 | 0–3 | 2–3 | 1–3 | 3–2 |     | 3–0 | 3–2 | 4º  |
| UJF Juiz de Fora Vôlei          | 1–3 | 1–3 | 1–3 | 1–3 | 2–3 | 1–3 | 2–3 | 3–2 | 3–2 | 1–3 |     | 2–3 | 12º |
| SJC São José dos Campos         | 3–1 | 1–3 | 2–3 | 3–2 | 2–3 | 3–2 | 2–3 | 1–3 | 0–3 | 1–3 | 3–0 |     | 8º  |

## Playoffs
|  | Quartas-de-final                  | Quartas-de-final                  | Quartas-de-final                  | Quartas-de-final                  | Quartas-de-final                  |   |              | Semifinais                       | Semifinais                       | Semifinais                       | Semifinais                       | Semifinais                       |  |  | Final               | Final               | Final               | Final               | Final               | Final               | Final               |
|  | 13 de março à 20 de março de 2016 | 13 de março à 20 de março de 2016 | 13 de março à 20 de março de 2016 | 13 de março à 20 de março de 2016 | 13 de março à 20 de março de 2016 |   |              | 26 de março à 5 de abril de 2016 | 26 de março à 5 de abril de 2016 | 26 de março à 5 de abril de 2016 | 26 de março à 5 de abril de 2016 | 26 de março à 5 de abril de 2016 |  |  | 10 de abril de 2016 | 10 de abril de 2016 | 10 de abril de 2016 | 10 de abril de 2016 | 10 de abril de 2016 | 10 de abril de 2016 | 10 de abril de 2016 |
|  |                                   |                                   |                                   |                                   |                                   |   |              |                                  |                                  |                                  |                                  |                                  |  |  |                     |                     |                     |                     |                     |                     |                     |
|  | 1º                                | Sada Cruzeiro Vôlei               | 3                                 | 3                                 | –                                 |   |              |                                  |                                  |                                  |                                  |                                  |  |  |                     |                     |                     |                     |                     |                     |                     |
|  | 8º                                | São José dos Campos               | 0                                 | 0                                 | –                                 |   |              |                                  |                                  |                                  |                                  |                                  |  |  |                     |                     |                     |                     |                     |                     |                     |
|  | 8º                                | São José dos Campos               | 0                                 | 0                                 | –                                 |   | 1º           | Sada Cruzeiro Vôlei              | 3                                | 3                                | –                                |                                  |  |  |                     |                     |                     |                     |                     |                     |                     |
|  |                                   |                                   |                                   |                                   |                                   |   | 1º           | Sada Cruzeiro Vôlei              | 3                                | 3                                | –                                |                                  |  |  |                     |                     |                     |                     |                     |                     |                     |
|  |                                   | 4º                                | Sesi-SP                           | 1                                 | 2                                 | – |              |                                  |                                  |                                  |                                  |                                  |  |  |                     |                     |                     |                     |                     |                     |                     |
|  | 4º                                | 4º                                | Sesi-SP                           | 1                                 | 2                                 | – | Sesi-SP      | 3                                | 3                                | –                                |                                  |                                  |  |  |                     |                     |                     |                     |                     |                     |                     |
|  | 4º                                |                                   |                                   |                                   |                                   |   | Sesi-SP      | 3                                | 3                                | –                                |                                  |                                  |  |  |                     |                     |                     |                     |                     |                     |                     |
|  | 5º                                | Montes Claros Vôlei               | 1                                 | 0                                 | –                                 |   |              |                                  |                                  |                                  |                                  |                                  |  |  |                     |                     |                     |                     |                     |                     |                     |
|  |                                   |                                   |                                   |                                   |                                   |   |              |                                  |                                  |                                  |                                  |                                  |  |  | 1º                  | Sada Cruzeiro Vôlei | 3                   |                     |                     |                     |                     |
|  |                                   |                                   | 3º                                | Vôlei Renata                      | 1                                 |   |              |                                  |                                  |                                  |                                  |                                  |  |  |                     |                     |                     |                     |                     |                     |                     |
|  | 2º                                | FUNVIC/Taubaté                    | 3                                 | 3                                 | –                                 |   |              |                                  |                                  |                                  |                                  |                                  |  |  |                     |                     |                     |                     |                     |                     |                     |
|  | 7º                                | Minas Tênis Clube                 | 0                                 | 2                                 | –                                 |   |              |                                  |                                  |                                  |                                  |                                  |  |  |                     |                     |                     |                     |                     |                     |                     |
|  | 7º                                | Minas Tênis Clube                 | 0                                 | 2                                 | –                                 |   | 2º           | FUNVIC/Taubaté                   | 3                                | 1                                | 2                                |                                  |  |  |                     |                     |                     |                     |                     |                     |                     |
|  |                                   |                                   |                                   |                                   |                                   |   | 2º           | FUNVIC/Taubaté                   | 3                                | 1                                | 2                                |                                  |  |  |                     |                     |                     |                     |                     |                     |                     |
|  |                                   | 3º                                | Vôlei Renata                      | 1                                 | 3                                 | 3 |              |                                  |                                  |                                  |                                  |                                  |  |  |                     |                     |                     |                     |                     |                     |                     |
|  | 3º                                | 3º                                | Vôlei Renata                      | 1                                 | 3                                 | 3 | Vôlei Renata | 3                                | 3                                | –                                |                                  |                                  |  |  |                     |                     |                     |                     |                     |                     |                     |
|  | 3º                                |                                   |                                   |                                   |                                   |   | Vôlei Renata | 3                                | 3                                | –                                |                                  |                                  |  |  |                     |                     |                     |                     |                     |                     |                     |
|  | 6º                                | Bento Vôlei/Isabela               | 0                                 | 1                                 | –                                 |   |              |                                  |                                  |                                  |                                  |                                  |  |  |                     |                     |                     |                     |                     |                     |                     |

## Classificação final
| Posição           | Equipe                      | Classificação/rebaixamento                                      |
| ----------------- | --------------------------- | --------------------------------------------------------------- |
| Medalha de ouro   | Sada Cruzeiro Vôlei         | Sul-Americano de Clubes de 2017 · Superliga 2016/2017 - Série A |
| Medalha de prata  | Vôlei Renata                | Superliga 2016/2017 - Série A                                   |
| Medalha de bronze | FUNVIC/Taubaté              | Superliga 2016/2017 - Série A                                   |
| 4                 | Sesi-SP                     | Superliga 2016/2017 - Série A                                   |
| 5                 | Montes Claros Vôlei         | Superliga 2016/2017 - Série A                                   |
| 6                 | Bento Vôlei/Isabela         | Superliga 2016/2017 - Série A                                   |
| 7                 | Minas Tênis Clube           | Superliga 2016/2017 - Série A                                   |
| 8                 | São José dos Campos         | Superliga 2016/2017 - Série A                                   |
| 9                 | Lebes/Gedore/Canoas         | Superliga 2016/2017 - Série A                                   |
| 10                | Voleisul/Paquetá Esportes   | Superliga 2016/2017 - Série A                                   |
| 11                | Copel Telecom/Maringá Vôlei | Série B 2017                                                    |
| 12                | Juiz de Fora Vôlei          | Série B 2017                                                    |

## Premiações
| Superliga 2015/2016                     |
| Minas Gerais                            |
| --------------------------------------- |
| Sada Cruzeiro Vôlei Campeão (4º título) |

### Individuais
| MVP                   | Leal     | Sada Cruzeiro Vôlei |
| Melhor Ataque         | Wallace  | Sada Cruzeiro Vôlei |
| Melhor Bloqueio       | Maurício | Vôlei Brasil Kirin  |
| Melhor Saque          | Giovanni | Bento Vôlei         |
| Melhor Recepção/Passe | Filipe   | Sada Cruzeiro Vôlei |
| Melhor Defesa         | Serginho | Sada Cruzeiro Vôlei |
| Melhor Levantador     | William  | Sada Cruzeiro Vôlei |

.

## Público

### Maiores públicos
| Nº | Público | Mandante            | Sets  | Visitante           | Ginásio        | Data           | Rodada    | Ref.  |
| -- | ------- | ------------------- | ----- | ------------------- | -------------- | -------------- | --------- | ----- |
| 1  | 9 374   | Sada Cruzeiro Vôlei | 3 – 1 | Vôlei Renata        | Nilson Nelson  | 10 de abril    | Final     | [ 3 ] |
| 2  | 5 082   | Montes Claros Vôlei | 0 – 3 | Sesi-SP             | Tancredo Neves | 19 de março    | Quartas   | [ 4 ] |
| 3  | 4 283   | Montes Claros Vôlei | 1 – 3 | Sada Cruzeiro Vôlei | Tancredo Neves | 26 de novembro | 5ª        | [ 5 ] |
| 4  | 4 000   | Sesi-SP             | 2 – 3 | Sada Cruzeiro Vôlei | Lauro Gomes    | 1 de abril     | Semifinal | [ 6 ] |
| 5  | 3 842   | Montes Claros Vôlei | 3 – 2 | Minas Tênis Clube   | Tancredo Neves | 9 de março     | 22ª       | [ 7 ] |

### Menores públicos
| Nº | Público | Mandante            | Sets  | Visitante           | Ginásio  | Data            | Rodada | Ref.   |
| -- | ------- | ------------------- | ----- | ------------------- | -------- | --------------- | ------ | ------ |
| 1  | 112     | Juiz de Fora Vôlei  | 2 – 3 | São José dos Campos | UFJF     | 19 de dezembro  | 10ª    | [ 8 ]  |
| 2  | 183     | Lebes/Gedore/Canoas | 3 – 0 | Juiz de Fora Vôlei  | La Salle | 30 de janeiro   | 15ª    | [ 9 ]  |
| 3  | 189     | Juiz de Fora Vôlei  | 1 – 3 | FUNVIC/Taubaté      | UFJF     | 5 de dezembro   | 7ª     | [ 10 ] |
| 4  | 189     | Lebes/Gedore/Canoas | 0 – 3 | Bento Vôlei/Isabela | La Salle | 13 de fevereiro | 17ª    | [ 11 ] |
| 5  | 212     | Juiz de Fora Vôlei  | 3 – 2 | Montes Claros Vôlei | UFJF     | 13 de fevereiro | 17ª    | [ 12 ] |